# الحسين (صاروخ)
صاروخ الحسين هو صاروخ باليستي أنتج في العراق خلال الأعوام ما بين 1987 و1991 ويمكن للصاروخ حمل رؤوس كيميائية أو بيولوجية أو نووية.
و يبلغ مدى الصاروخ 400 ميل (650 كيلومتر) استخدمه العراق في قصف مدن طهران وأصفهان[ ؟ ] خلال الحرب العراقية الإيرانية كما قصف الرياض والدمام والظهران وتل أبيب (39 صاروخا) خلال حرب الخليج[ ؟ ].

## التطوير
يمكن تتبع أصول صاروخ "الحسين" إلى المراحل الأولى من الحرب مع إيران. كان العراق هي أول طرف في النزاع يستخدم صواريخ المدفعية بعيدة المدى خلال الحرب الإيرانية العراقية، حيث أطلقت أعدادًا محدودة من صواريخ "فروغ-7" على مدينتي دزفول والأهواز. ردت إيران باستخدام صواريخ "سكود-بي" التي حصلت عليها من ليبيا. يمكن لهذه الصواريخ إصابة هدف يبعد 185 ميلًا، مما جعل بعض المدن العراقية الرئيسية مثل السليمانية وكركوك وبغداد ضمن مدى هذا السلاح.
على الرغم من أن العراق نشر أيضًا صواريخ "سكود-بي"، إلا أنه لم يكن قادرًا على ضرب المراكز الصناعية الإيرانية الرئيسية، بما في ذلك العاصمة طهران، لأن هذه المراكز تقع على بعد أكثر من 300 ميل من الحدود. لتجاوز هذه الميزة الإيرانية، صمم المهندسون العراقيون برنامجًا لتحديث صواريخ "سكود" الأصلية إلى سلسلة من الصواريخ الباليستية التي سيتجاوز مداها 500 ميل. كانت منشأة التجميع تقع بالقرب من التاجي.
التطوير الأول، المعروف باسم "الحسين"، كان له مدى يبلغ 400 ميل، مما أتاح للجيش العراقي الهجوم بعمق داخل الحدود الإيرانية. بدأ العراقيون مشروع 1728 لتطوير وإنتاج محركات "سكود" محلية الصنع. تم تمديد المدى من خلال تقليل وزن الرأس الحربي الأصلي من 945 كيلوغرامًا إلى 500 كيلوغرام وزيادة سعة الوقود. كانت الشحنة الحربية تتكون من متفجرات عالية، على الرغم من أنها كانت تحمل قدرات كيميائية وبيولوجية ونووية. وفقًا لتقارير مفتشي الأمم المتحدة، كان بإمكان العراقيين إنتاج جميع المكونات الرئيسية للنظام بحلول عام 1991. كان طول "الحسين" 12.46 مترًا وقطره 0.88 متر. كان نظام التوجيه يعتمد على القصور الذاتي، بدون مرحلة نهائية. كان الارتفاع الذي تحترق فيه المحركات هو 31 ميلًا، بينما كانت أعلى نقطة في المسار، أو قمة الارتفاع، 94 ميلًا. كانت دقة الإصابة، أو خطأ الدائرة المحتمل، تُقدر في دائرة قطرها 1,000 متر، وكان وزن إطلاق الصاروخ 6,400 كيلوغرام.
كان زمن الطيران حوالي ثماني دقائق لأقصى مدى.

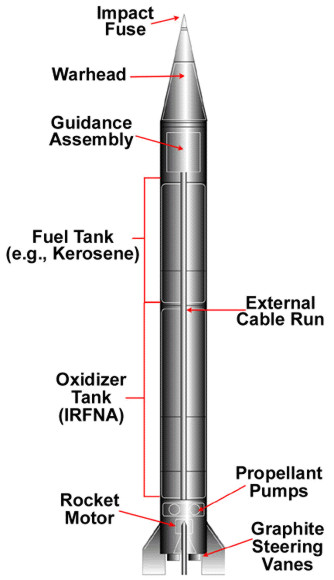
مكونات صاروخ الحسين

كان وقود الصاروخ مشتركًا بين جميع الصواريخ التكتيكية في فترة الحرب الباردة: مزيج من الكيروسين، مشعل بواسطة مؤكسد حمض النيتريك، يُعرف باسم "آي آر إف إن أي". كان كل صاروخ يحمل 4,500 كيلوغرام من الوقود السائل، يتكون من 22% كيروسين و78% آي آر إف إن أي.
كما قام العراقيون بتمديد سكة الإطلاق الخاصة بـ 11 شاحنة مدفعية من طراز "إم أي زد-543" المنتجة في الاتحاد السوفيتي لتناسب الصواريخ المحلية الأطول. كانت الوحدة المسؤولة عن صيانة وتشغيل الصواريخ الجديدة هي اللواء 224، الذي تم تأسيسه منذ عام 1976 للتعامل مع صواريخ "آر-17 سكود" المستوردة من الاتحاد السوفيتي في عام 1972.
بحلول عام 1989، تم تشكيل لواء ثانٍ في الجيش، وهو اللواء 223، مزود بأربع منصات إطلاق محلية الصنع، تُعرف باسم "النداء"، والتي تشمل أنظمة تحديد الزاوية (AzID) لاستهداف الأهداف. كان هناك أيضًا منصة إطلاق محلية ثانية، تُعرف باسم "الوليد"، ولكن يبدو أنها لم تشغل.
تم بناء بعض الصوامع الخرسانية غرب الرطبة، بالقرب من الحدود مع الأردن. تم تدميرها بواسطة قصف دقيق نفذته طائرات "إف-15" التابعة لسلاح الجو الأمريكي خلال الساعات الأولى من عملية "عاصفة الصحراء".

## التاريخ العملياتي

### الحرب الإيرانية العراقية(1980–1988)
تم إطلاق ما يصل إلى 200 صاروخ ضد إيران بين عامي 1987 و1988، مما أسفر عن مقتل حوالي 2000 شخص. كانت طهران وقم وأصفهان هي الأهداف المعتادة. على الرغم من دقتها الضعيفة، والتي جعلتها غير فعالة لإجراء حملة استراتيجية كبيرة، إلا أنها تحولت أساسًا إلى أسلحة رعب، مما أجبر آلاف اللاجئين على مغادرة المدن الإيرانية الرئيسية. كان هذا التبادل للصواريخ الباليستية معروفًا بالفعل بـ "حرب المدن". استمرت الحملة الكاملة من 29 فبراير 1988 حتى 20 أبريل، عندما تم التوصل إلى هدنة بين الجانبين. يعتبر العراق، الذي كان يبحث عن نوع من الإيماءة التفاوضية من إيران، في كثير من المصادر "المنتصر".
وفقًا لمصادر إيرانية، كانت هيكل الطائرة والرأس الحربي عرضة للتفكك إلى شظايا أثناء إعادة الدخول إلى الغلاف الجوي. كانت هذه الظاهرة لاحقًا ميزة كإجراء مضاد ضد صواريخ "باتريوت" خلال حرب الخليج الثانية في عام 1991.

### حرب الخليج(1991)
تم إطلاق ثمانية وثمانين من هذه الصواريخ "الحسين" المعدلة نحو المملكة العربية السعودية (46) وإسرائيل (42) خلال شهري يناير وفبراير 1991.

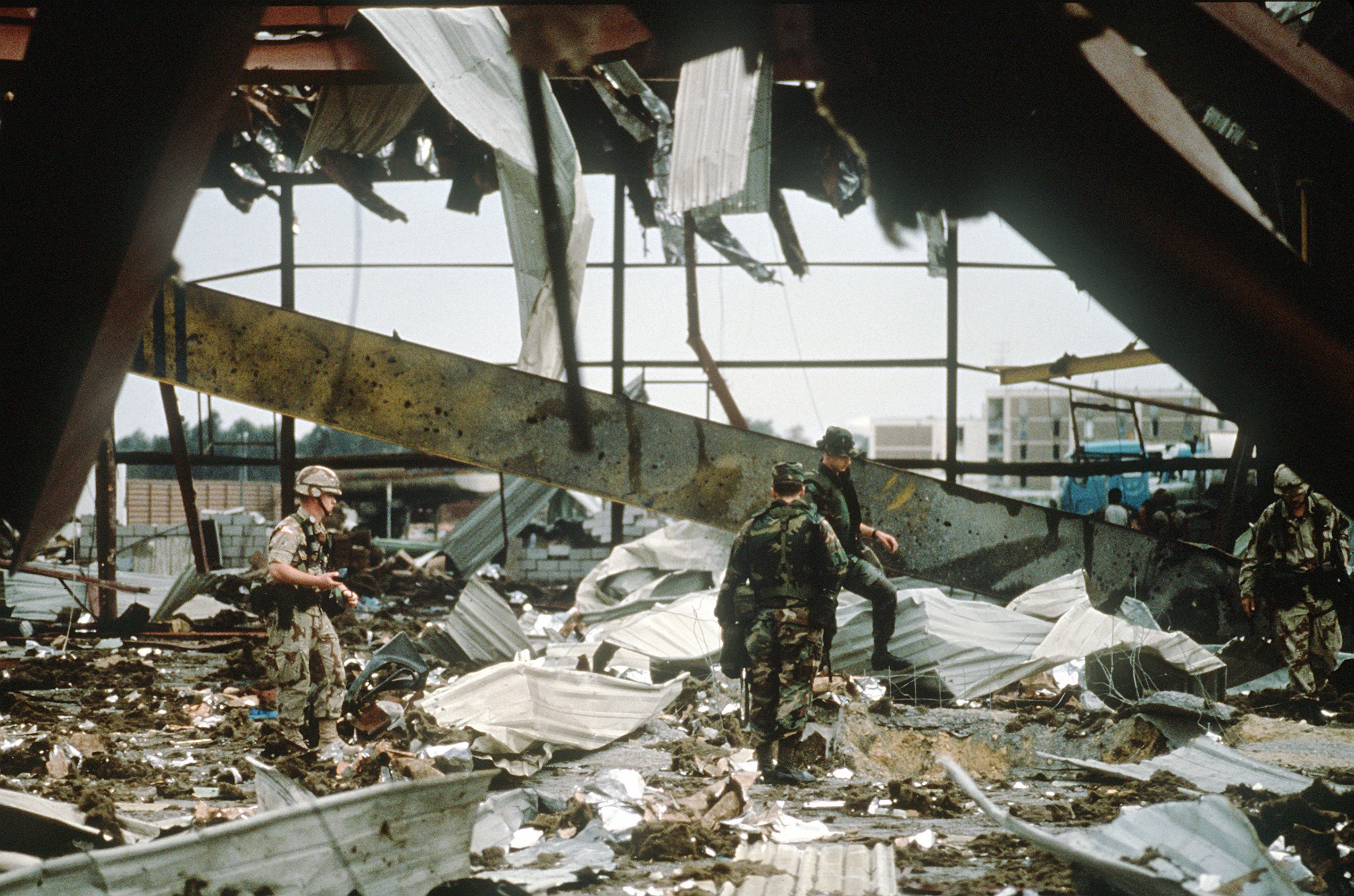
قصف صاروخ الحسين في مدينة الظهران يوم 26 فبراير 1991م.

كان أعظم إنجاز تكتيكي لصاروخ "الحسين" هو تدمير ثكنة عسكرية أمريكية في الظهران، المملكة العربية السعودية، في 25 فبراير 1991، في الساعة 8:30 مساءً بالتوقيت المحلي، مما أسفر عن مقتل 28 جنديًا وإصابة 110 آخرين، معظمهم من الاحتياطيين من ولاية بنسيلفانيا.
تُعَد إحدى الوحدات المشاركة في هذا الحادث، وهي الكتيبة الرابعة عشرة من قسم الإمدادات، المتخصصة في تنقية المياه، من بين الأكثر تضررًا بين القوات الأمريكية المنتشرة في الخليج، حيث قُتل أو جُرح 81% من جنودها.
كانت فشل نظام "باتريوت" في تتبع الصاروخ العراقي فوق الظهران نتيجة لتغيير في نطاق الرادار بسبب الاستخدام المستمر للبرامج لأكثر من 100 ساعة دون إعادة ضبط.
أسفرت 10 من أصل 46 صاروخ "الحسين" التي أُطلقت على السعودية عن أضرار كبيرة: ضربتان على القواعد العسكرية الأمريكية (بما في ذلك الثكنات في الظهران)، وضربة واحدة على مبنى حكومي سعودي، بينما كانت الضربات السبع المتبقية على مرافق مدنية.
تقدير الهجمات
| التسلسل | الموقع والتاريخ     | الهدف                                    | المنطقة المتضررة                                                                                         | سبب الضرر     | تم اعتراضه بواسطة منظومة باتريوت |
| ------- | ------------------- | ---------------------------------------- | --- | ------------- | -------------------------------- |
| 1       | يناير 22 ظهران      | قاعدة جوية تابعة للقوات الجوية الأمريكية | منطقة الهنجر تعرضت لانفجار طائرة إف-15 إيغل تضررت قاذفة صواريخ باتريوت تضررت مطار مدني تعرض لقصف بالحطام | رأس حربي/حطام | نعم                              |
| 2       | يناير22 الرياض      | قاعدة التحالف الجوية                     | حي سكني                                                                                                  | رأس حربي      | نعم                              |
| 3       | يناير25 الرياض      | مقر التحالف                              | وزارة الداخلية السعودية                                                                                  | رأس حربي      | نعم                              |
| 4       | يناير28 الرياض      | وسط مدينة الرياض                         | مزرعة تجريبية جنوب شرق العاصمة                                                                           | حطام          | نعم                              |
| 5       | فبراير 3 الرياض     | وسط مدينة الرياض                         | منطقة شقق سكنية                                                                                          | رأس حربي      | نعم                              |
| 6       | فبراير8 الرياض      | شمال المدينة                             | موقف سيارات                                                                                              | رأس حربي      | نعم                              |
| 7       | فبراير11 الرياض     | وسط مدينة الرياض                         | حرم جامعة إسلامية                                                                                        | رأس حربي      | نعم                              |
| 8       | فبراير14 حفر الباطن | مدينة الملك خالد العسكرية                | ورشة سيارات, تم تدميرها حي سكني, تضرر                                                                    | رأس حربي      | لا                               |
| 9       | فبراير24 الرياض     | مقر التحالف                              | مدرسة بنات                                                                                               | حطام          | نعم                              |
| 10      | فبراير25 ظهران      | قاعدة جوية تابعة للقوات الجوية الأمريكية | ثكنات للجيش الأمريكي, تم تدميرها                                                                         | رأس حربي      | لا                               |

بالإضافة إلى الجنود الأمريكيين، أفادت السلطات السعودية بمقتل حارس أمن واحد وإصابة حوالي 70 مدنيًا نتيجة الضربات الصاروخية.
استهدف 38 من أصل 42 صاروخًا أُطلقت نحو إسرائيل أراضيها، بينما سقط الأربعة الآخرون في منطقة الضفة الغربية. على الرغم من تضرر آلاف المنازل والشقق نتيجة الضربات، إلا أن شخصين فقط لقوا حتفهم بشكل مباشر نتيجة هذه الانفجارات، بينما توفي 12 آخرون لأسباب غير مباشرة (مثل الاختناق أثناء ارتداء أقنعة الغاز ونوبات قلبية).
شكلت التهديدات التي تمثلها صواريخ "الحسين" وغيرها من صواريخ "سكود" ضغطًا على قوات التحالف الجوية، حيث اضطروا لتحويل 40% من مهامهم للبحث عن منصات الإطلاق مع مركبات الدعم والإمدادات الخاصة بها. تم تأجيل الحرب البرية لمدة أسبوع بسبب هذا السبب.

## نهاية البرنامج
في إطار شروط اتفاق وقف إطلاق النار في مارس 1991، والتي تم تأكيدها من خلال القرار 687 لمجلس الأمن التابع للأمم المتحدة، تم تأسيس لجنة (أونسكوم) لضمان تفكيك البرنامج الصاروخي العراقي. لم يُسمح للعراق إلا بشراء أو إنتاج صواريخ بمدى لا يتجاوز 150 كم. في نهاية الحرب، أعلنت الحكومة العراقية أنها تمتلك 61 صاروخ "الحسين" وصواريخ باليستية أخرى فقط. تم تدمير هذه الأسلحة تحت إشراف "أونسكوم"، وقد اكتمل هذا العملية بحلول يوليو 1991. ومع ذلك، كانت القوى الغربية مشككة في أن الجيش العراقي قد يكون أخفى ما يصل إلى 200 صاروخ. استفاد العراقيون من أحكام وقف إطلاق النار من خلال تطوير نوعين من الصواريخ الباليستية قصيرة المدى، وهما "أبابيل-100" (المعروف أيضًا باسم "الفتح") و"الصمود"، التي كانت في مرحلة التجربة في وقت غزو العراق في عام 2003. كانت هذه المشاريع جزءًا من الأسباب التي استندت إليها الإدارة الأمريكية ضد صدام حسين.